# Bannack

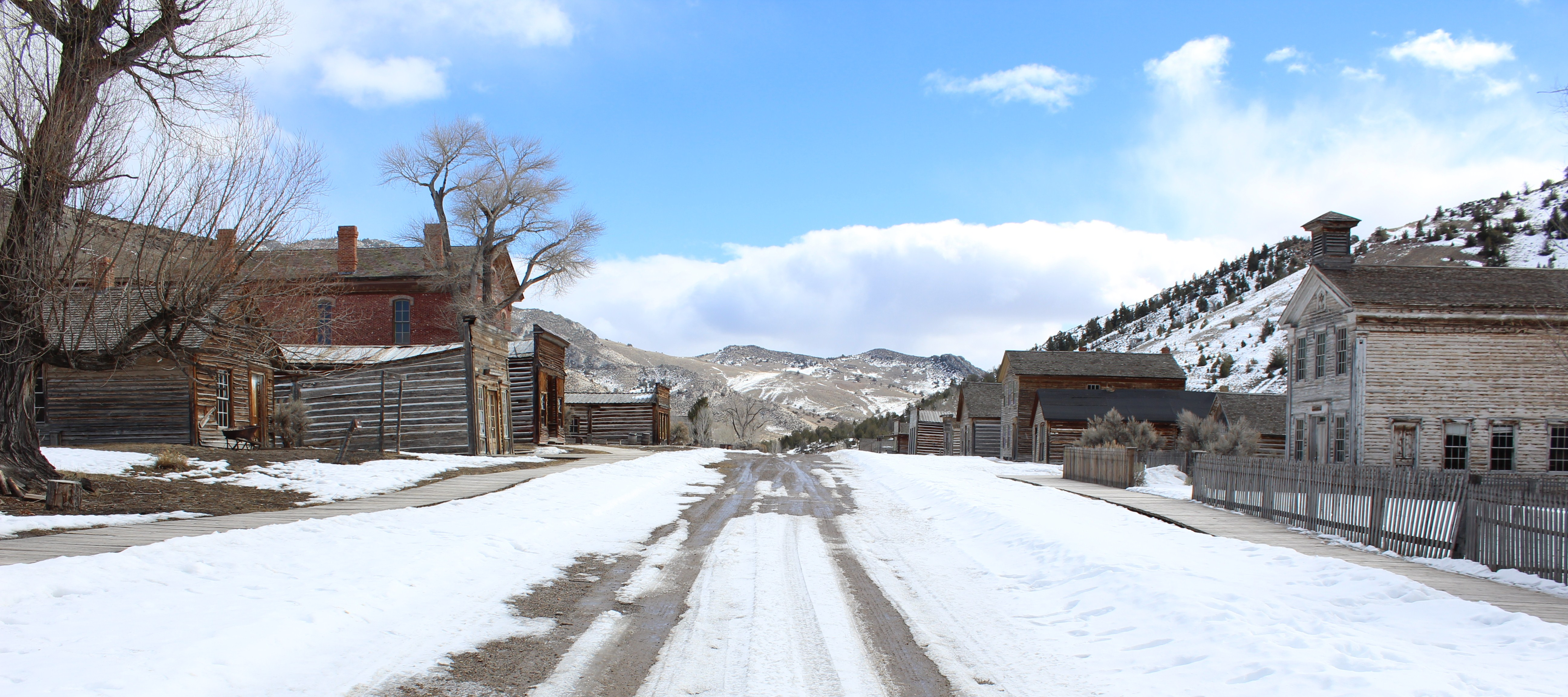
Rua principal de Bannack.

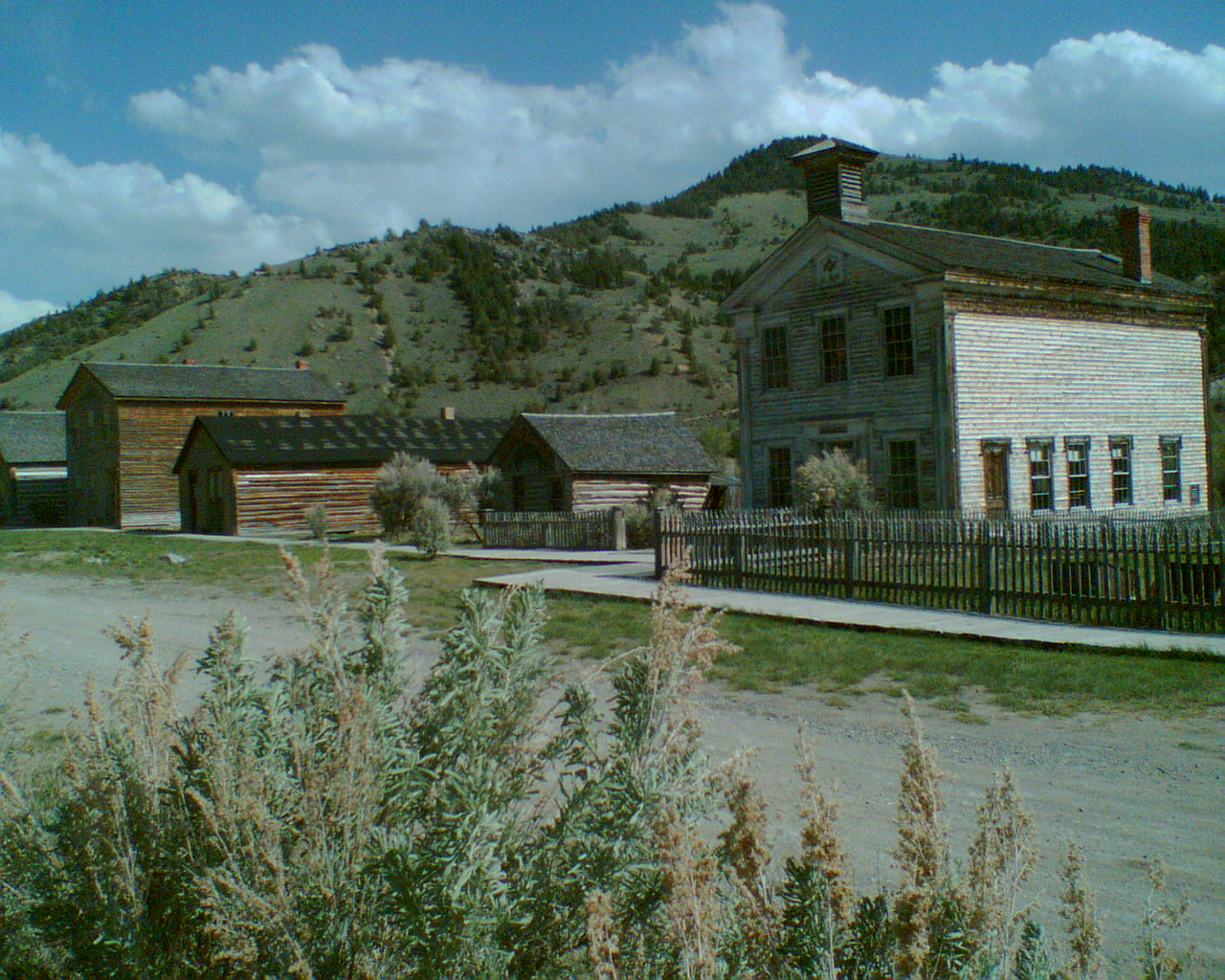
Edifícios abandonados em Bannack.

Bannack é uma cidade fantasma  no  Condado de Beaverhead, Montana, Estados Unidos. A localidade foi designada, em 15 de outubro de 1966, um distrito do Registro Nacional de Lugares Históricos bem como, em 4 de julho de 1961, um Marco Histórico Nacional.

A cidade mais próxima é Dillon, capital do referido condado, situada a cerca de 40 quilómetros. É banhada pelo riacho Grasshopper, riacho que desemboca no rio Beaverhead a sul de Dillon.

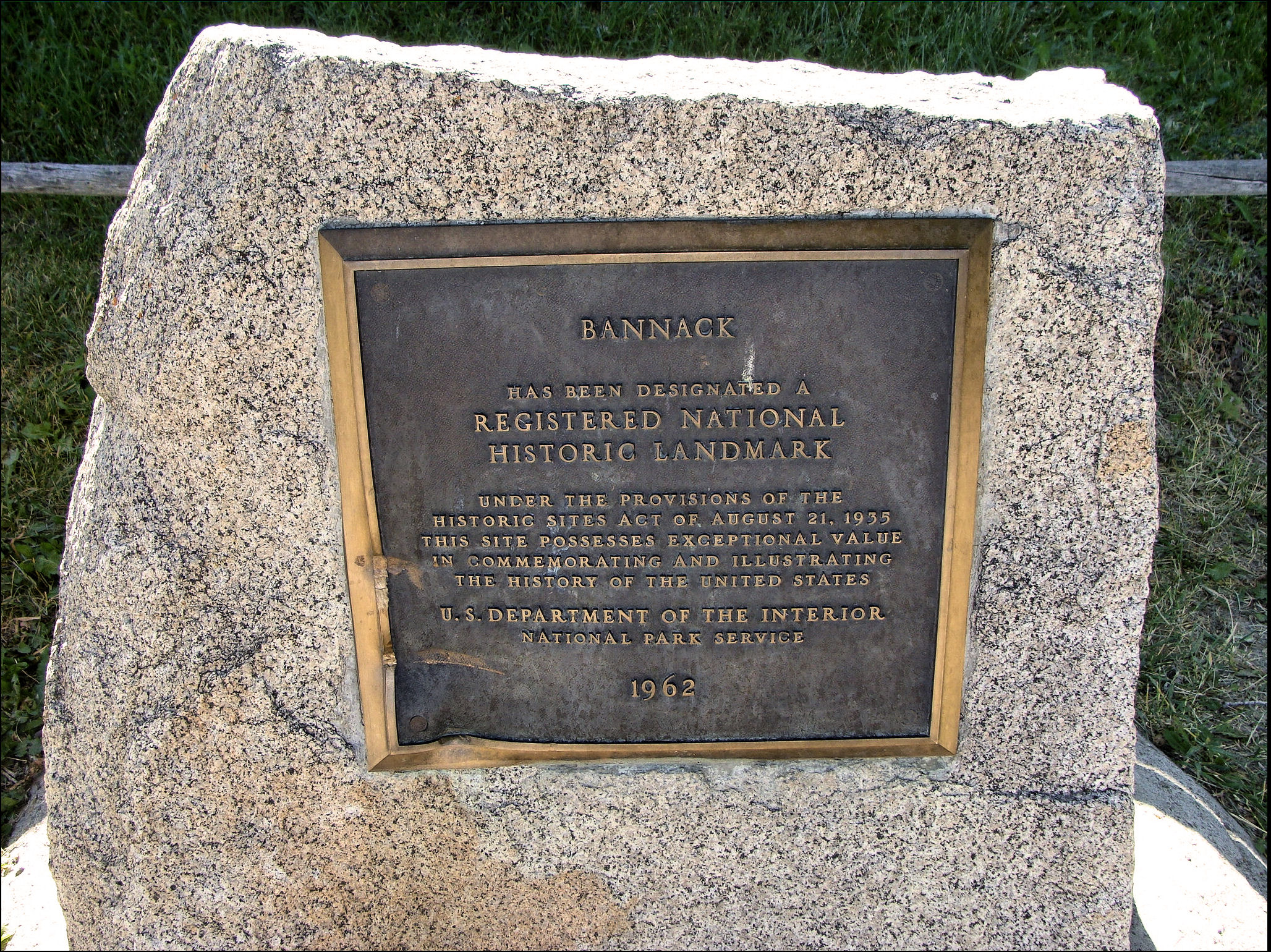
Placa assinalando a entrada de Bannack no Registro Nacional de Lugares Históricos

## História
Fundada em 1862, seu nome derivou do nome de uma tribo de índios, os Bannock. Seu primeiro nome foi Bannock, mas depois por erro administrativo em Washington passou a ser designado por Bannack. Um dos fundadores foi o Dr. Erasmus Darwin Leavitt, um médico nascido em Cornish, que exerceu medicina durante algum tempo e depois se tornou minerador de ouro.
Situada numa zona relativamente remota, e ligada ao resto do mundo pela  Montana Trail, Bannack foi um dos locais de descoberta de ouro em 1862, tornando-se a capital do Território de Montana em 1864.  No seu pico de crescimento, chegou a possuir três hotéis, três ferrarias, dois estábulos, dois mercados de carne, uma mercearia, um restaurante, uma cervejaria, uma sala de bilhar e quatro salloons. Também em seu auge, alcançou uma população de três mil habitantes, até a capital ter mudado para Virginia City. 
Depois disso, Bannack continuou como cidade mineira até à década de 1940. Nessa época, a cidade que já tinha poucos habitantes, levou o golpe de misericórdia, quando encerrou a escola primária, aí a cidade entrou em degradação e tornou-se cidade fantasma. Seus últimos habitantes a deixaram na década de 1970.
Henry Plummer, xerife de Bannack foi acusado de secretamente liderar um gang que era responsável por mais de uma centena de assaltos e assassinatos nas minas de ouro de Virginia City e Bannack e viagens em carruagens para Salt Lake City. Historicamente só estão comprovados 8 crimes. Plummer e outros compatriotas foram enforcados, sem qualquer julgamento (linchamento) pelo Vigilance Committee Montana Vigilants. Plummer foi executado em 10 de janeiro de 1864. Nathaniel P. Langford, o primeiro superintendente do Yellowstone National Park, foi membro desse comité. Muitos especialistas defendem que Plummer foi injustamente acusado. Justa ou injustamente executado, o certo é que o número de crimes reduziu-se drasticamente naquela região após a sua morte.

## Vestígios
Cerca de 60 locais e  estruturas mantêm-se intactas em Bannack, muitas bem preservadas, como a igreja, a antiga escola (num edifício maçónico), as duas prisões e um dos hotéis (O hotel Meade) . O local, agora  Bannack Historic District, foi classificado como National Historic Landmark em 1961. A cidade faz hoje parte do Bannack State Park.

## Bannack Days
Todos os anos, no 3º fim de semana de julho tem lugar nesta cidade abandonada uma reconstituição histórica chamada "Bannack Days".Durante dois dias o Bannack State Park organiza esse evento que pretende reviver os tempos em que Bannack era uma cidade mineira, pretende-se reviver o dia-a-dia dos mineiros durante a febre de ouro. O pequeno almoço/café da manhã é servido no edifício do antigo Hotel Meade (ainda muito bem preservado e que foi antes de ser hotel, sede por  pouco tempo a sede do condado de Beaverhead, antes de Dillon ser escolhida para capital do condado, em detrimento de Bannack).